# Картина
„Картина” је канадско-српски кратки филм из 2000. године. Режирао га је Луис Франк, који је написао и сценарио

## Улоге
| Глумац           | Улога |
| ---------------- | ----- |
| Филип Гајић      | Били  |
| Катарина Жутић   | Каја  |
| Рамбо Амадеус    | Анђео |
| Саша Измаиловски | Отац  |